# Kościół św. Anny na Piasku we Wrocławiu
Kościół św. Anny na Piasku – dawna kaplica cmentarna pw. św. Anny klasztoru Kanoników Regularnych we Wrocławiu oraz kościół filialny; obecnie przedszkole sióstr salezjanek.

## Architektura i historia budynku

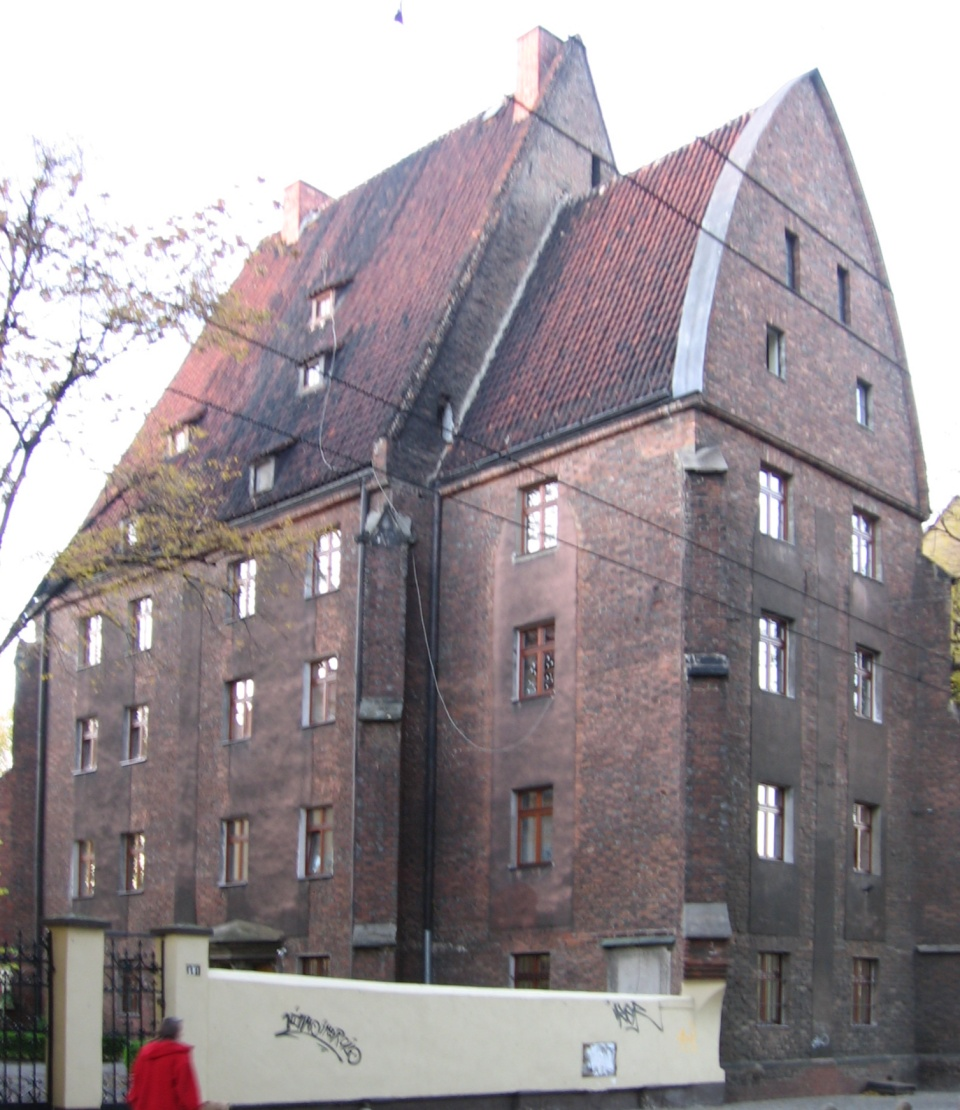
Budynek przed pracami renowacyjnymi w XXI wieku

Budynek został wzniesiony w latach 1375–1386 w miejsce wyburzonych domów stojących naprzeciwko kościoła Najświętszej Marii Panny.
Pełnił funkcję kaplicy cmentarnej, a do końca XV wieku świątyni filialnej. Został ufundowany przez Jana III z Pragi, opata Zgromadzenia Kanoników Regularnych św. Augustyna na Piasku, bohatera jednego z najgłośniejszych sporów średniowiecznego Wrocławia, sporu o pierwszeństwo znanego pod nazwą causa vortret. Opat, według kroniki Manzla, został pochowany w kaplicy, pod głównym ołtarzem, a jego płyta nagrobna znajduje się obecnie na południowej ścianie budynku obok wejścia.
 Początkowo sklepienie kaplicy w nawie wsparte było na środkowym filarze wraz z wąskim, prosto zamkniętym prezbiterium. Wschodnia część konstrukcji oraz prezbiterium prawdopodobnie miały sklepienie trójpodporowe.
W pierwszej połowie XVI wieku budynek został przebudowany, a do części głównej dobudowano zakrystię. W 1663 roku zniszczeniu uległa sygnaturka znajdująca się na dachu kaplicy; dużych uszkodzeń budynku dokonał pożar Ostrowa Tumskiego w 1791 roku.  
W 1810 kościół utracił funkcje sakralne, a jego budynek przeznaczono na składnicę zabytków sztuki. W 1818 budynek został gruntownie przebudowany: usunięto sklepienia i wystrój wnętrz, zamurowano gotyckie okna i dokonano podziału na cztery kondygnacje. W powstałych pomieszczeniach otworzono szpital miejski pod wezwaniem św. Anny. W 1837 roku w głębi dziedzińca wybudowano kostnicę. Szpital istniał do lat trzydziestych XX wieku. W kolejnych latach w murach budynku urządzono dom starców, w 1943 roku mieszkały w nim 23 osoby.

## Po 1945
W wyniku działań wojennych w 1945 roku budynek został uszkodzony, całkowitemu zniszczeniu uległ gotycki, podzielony blendami, wschodni szczyt budynku. Odbudowany został w 1948 roku, a w latach 1974–1975, według projektu Stanisława Marchwickiego, dokonano kolejnych prac modernizacyjnych.. W 1977 roku odbudowano sąsiednią kostnicę. Ostatnie prace remontowe przeprowadzono w drugiej dekadzie XXI wieku.
Obecnie budynek składa się z prezbiterium z zakrystią od strony południowej i z wyższej i szerszej czterokondygnacyjnej nawy. Budynek pokrywa dwuspadowy, siodłowy dach. W południowej części znajduje się późnogotycki dwuramienny portal z drugiej połowy XV wieku.
W latach pięćdziesiątych obiekt został przekazany siostrom salezjankom, które prowadziły w nim internat dla dziewcząt i stołówkę dla studentek. Obecnie w jego murach znajduje się przedszkole.